# (1339) Désagneauxa
(1339) Désagneauxa – planetoida z grupy pasa głównego asteroid okrążająca Słońce w ciągu 5 lat i 91 dni w średniej odległości 3,02 au. Została odkryta 4 grudnia 1934 roku w Algiers Observatory w Algierze przez Louisa Boyera. Nazwa planetoidy pochodzi od szwagra odkrywcy. Przed jej nadaniem planetoida nosiła oznaczenie tymczasowe (1339) 1934 XB.